# Оливера, Лизетт
Лизетт Оливера (англ. Lisette Olivera; род. 16 апреля 1999, Лос-Анджелес, Калифорния, США) — американская актриса, наиболее известная по роли Джесси Валенсуэла в сериале «Сокровище нации: На краю истории» от Disney+.

## Биография
Лизетт родилась и выросла в Лос-Анджелесе, Калифорния, США, в мексиканской семье. У нее есть старшая сестра. Она окончила местную среднюю школу и поступила в престижный университет на степень бакалавра. Во время учебы в школе она проявила привязанность к актерскому мастерству, а также к моделированию и решила продолжить карьеру в том же направлении. В 2021 году Оливера получила главную роль в спин-оффе фильма «Сокровище нации» — «Сокровище нации: На краю истории». В августе 2024 года актриса получила постоянную роль Сид в седьмом сезоне телесериала «ФБР», но покинула телесериал спустя 4 эпизода..

## Фильмография
| Год  |   | Русское название                 | Оригинальное название              | Роль              |
| ---- | - | -------------------------------- | ---------------------------------- | ----------------- |
| 2019 | с | —                                | Total Eclipse                      | Белла             |
| 2021 | ф | Штормовое предупреждение         | We Need to Do Something            | Эми               |
| 2022 | с | Сокровище нации: На краю истории | National Treasure: Edge of History | Джесси Валенсуэла |
| 2024 | с | ФБР                              | FBI                                | Сидни Ортис       |